# Joseph-Alfred Dion
Pour les articles homonymes, voir Dion.
Joseph-Alfred Dion (21 mars 1897-30 novembre 1957) est un avocat et homme politique fédéral du Québec.

## Biographie
Né à L'Isle-Verte dans la région du Bas-Saint-Laurent, il étudie au Collège de Sainte-Anne-de-la-Pocatière et à l'Université Laval.
Il devient député du libéral indépendant dans la circonscription fédérale de Lac-Saint-Jean—Roberval en 1945. Son élection à titre de député indépendant résulta de la Crise de la conscription en 1944. Réélu dans la nouvelle circonscription de Roberval en 1949, il sert à partir de cette date comme Président de la Chambre des communes adjoint jusqu'en 1952, année où il démissionne pour accepter un poste de juge à la Cour supérieure du Québec.